# کتابخانه ملی آندورا
کتابخانه ملی آندورا (به لاتین: Andorra National Library) یک کتابخانه ملی در آندورا است که در انکمپ واقع شده‌است.